# ریونزتورپ، استرالیای غربی
ریونزتورپ (به انگلیسی: Ravensthorpe) یک شهرک در استرالیا است که در استرالیای غربی واقع شده‌است.